# Proizvodni proces
Proizvodni proces je osnova svake industrijske proizvodnje, a podrazumjeva sve aktivnosti i djelovanja koja rezultiraju pretvaranjem ulaznih materijala (sirovina, poluproizvoda) u gotov proizvod. On obuhvaća i sva sredstva i osoblje na kojima se i s kojima se vrše aktivnosti od skladišta ulaznog materijala do skladišta gotovih proizvoda. Sastoji se od: tehnološkog procesa, prijevoza ili transportnog procesa, procesa organizacije i procesa informacija, pa predstavlja nedjeljivu cjelinu tehnike, tehnologije, organizacije i ekonomije.

## Proizvodna sredstva
Proizvodna sredstva ili sredstva za proizvodnju su dio društvenog bogatstva koji služi za proizvodnju dobara i usluga. Sastoje se od materijalnih sredstava, uređaja i programa, primjenom kojih se u određenom tehnološkom procesu od različitih predmeta (objekata), promjenom njihovih svojstava, dobivaju određeni proizvodi i usluge. U tom smislu razlikujemo sredstva za rad i predmete rada, premda u suvremenim uvjetima, zbog sve većega udjela nematerijalnih proizvoda i procesa u proizvodnji, ta razlika postupno gubi značenje.